# Острувек (Мелецький повіт)
Острувек (пол. Ostrówek) — село в Польщі, у гміні Ґавлушовиці Мелецького повіту Підкарпатського воєводства.
Населення — 213 осіб (2011).
У 1975-1998 роках село належало до Ряшівського воєводства.

## Демографія
Демографічна структура станом на 31 березня 2011 року:
|          | Загалом | Допрацездатний вік | Працездатний вік | Постпрацездатний вік |
| -------- | ------- | ------------------ | ---------------- | -------------------- |
| Чоловіки | 95      | 23                 | 66               | 6                    |
| Жінки    | 118     | 25                 | 64               | 29                   |
| Разом    | 213     | 48                 | 130              | 35                   |